# The One That You Love
The One That You Love es el nombre del sexto álbum de estudio de la banda de soft rock australiana Air Supply. Fue editado por Arista en 1981, donde se desprenden los éxitos: ""The One That You Love", el primer y único éxito número 1 de la banda en los Estados Unidos, "Here I Am" y "Sweet Dreams".
El álbum fue certificado Platino por la Recording Industry Association of America (RIAA) en Estados Unidos  y por la Australian Recording Industry Association (ARIA) en Australia. En Candadá fue certificado doble Platino por Music Canada.

## Listado de canciones
1. «Don't Turn Me Away» (Graham Russell) - 3:44
2. «Here I Am (Just When I Thought I Was Over You)» (Norman Sallitt) - 3:50
3. «Keeping the Love Alive» (Russell, Supa) - 3:33
4. «The One That You Love» (Russell) - 4:18
5. «This Heart Belongs to Me» (Russell) - 4:13
6. «Sweet Dreams» (Graham Russell) - 5:22
7. «I Want to Give It All» (Russell, Goh) - 3:41
8. «I'll Never Get Enough of You» (Jeanne Napoli, Potnoy, Quay) - 3:49
9. «Tonight» (Russell) - 3:46
10. «I've Got Your Love» (Russell) - 3:39

## Posicionamiento en listas
| Lista (1981)                      | Máxima posición |
| --------------------------------- | --------------- |
| Australia (Australian Albums KMR) | 10              |
| Estados Unidos (Billboard 200)    | 10              |

## Personal

### Músicos
- Russell Hitchcock - voz
- Graham Russell - voz, guitarra acústica
- Rex Goh - guitarra acústica, guitarra eléctrica
- David Moyse - guitarra acústica, guitarra eléctrica
- Frank Esler-Smith: teclados, arreglos orquestales y director
- David Green - bajo
- Ralph Cooper - batería

### Producción
- Productor ejecutivo – Clive Davis
- Producido, diseñado y mezclado por Harry Maslin
- Ingeniero asistente – Neil Rawle
- Asistente de mezcla – Jon Van Nest
- Masterizado por Chris Bellman
- Grabado en Paradise Studios (Sydney, Australia)
- Mezclado y masterizado en Allen Zentz Recording (Hollywood, CA)
- Dirección de arte: Howard Fritzon y Ria Lewerke-Shapiro
- Fotografía – Leon Lecash y Guy Maxwell
- Logotipo: Ray Barber